# Mavi Işıklar
Mavi Işıklar (Llums Blaus, en turc) va ser un grup de música pop i rock famós als anys 60 i 70 a Turquia.
Van sortir en pijames en el seu concert al Cinema Şan, a Istanbul, el 1970. Com el Modern Folk Üçlüsü, van saltar a la fama amb una cançó folk que adaptaren a pop: Helvacı ("venedor d'helva (dolços)"), amb la qual van participar en el concurs Altın Mikrofon (Micròfon d'Or).